# Баба-Хасан
Баба-Хасан I (араб. بابا حسن; д/н — 1683) — 2-й дей Алжиру в 1682—1683 роках.

## Життєпис
Був одним з раїсів алжирських піратів. Його кар'єрі сприяв шлюб з донькою Мухаммада Тріка, одного з найвпливовіших раїсів. 1671 року брав участь у поваленні урядування агів в Алжирському бейлербействі. Його тесть став деєм (володарем) Алжиру. Бабу-Хасана було призначено головою яничар.
Брав участь у 1678—1679 роках у війні проти Марокко. У 1680—1682 роках відзначився під час оборони Алжиру від французького флоту. 1682 року диван відмовився затверджувати угоду Мухаммада Тріка, який зрікся влади (або був повалений). Новим деєм став Баба-Хасан, що намагався опиратися французам. У відповідь адмірал Авраам Дюкен бомбардував порти від Шершеля до Алжиру. У вересні 1682 року Баба-Хасан мусив укласти перемир'я.
1683 року Дюкен знову підійшов до Алжиру, де почав нове бомбардування. Не маючи змоги протидіяти, Баба-Хасан почав нові перемовини, погодившись звільнити усіх християнських полонених. В якості заручника він передав Дюкену Меццоморто, одного з раїсів. Втім умови угоди постійно зривалися, оскільки Баба-хасан намагався виграти час, а диван не бажав виконувати угоду зовсім. Тоді Меццоморто переконав Дюкена випустити його для пришвидшення виконання угоди. Але по прибуттю до Алжиру влаштував змову проти дея, якого було вбито, розрубано на шматки й гарматою вистрілено в бік французького флоту.